# Frank X. Shaw
Frank X. Shaw (eigentlich Francis X. Shaw; * 15. September 1895 in New York City, New York; † 12. Juni 1962 in Los Angeles, Kalifornien) war ein US-amerikanischer Filmproduzent und Regieassistent.

## Leben
Shaw war zunächst Regieassistent und gehörte bei der Oscarverleihung 1934 zu den Nominierten für den Oscar für die beste Regieassistenz.
Später war er in den 1940er Jahren auch als Filmproduzent (Associate Producer) tätig und produzierte Filme wie Seitenstraße (Back Street, 1941), Sprechstunde für Liebe (Appointment for Love, 1941), Die Stubenfee (His Butler’s Sister, 1943), Das Lied des goldenen Westens (Can't Help Singing, 1944) sowie Weihnachtsurlaub (Christmas Holiday, 1944).